# ライツキューブ
株式会社ライツキューブ（RIGHTS CUBE）は、日本の映画、オリジナルビデオ及び映像コンテンツの企画、製作、発売、販売会社。配給も行うことがある。代表作はオリジナルビデオ『日本統一』シリーズ。

## 概要
2011年2月3日、株式会社ライツキューブ設立。
オールイン エンタテインメント公式サイトはトップページを残して閉鎖され、オールイン エンタテインメント公式サイト内のソフトページはライツキューブ公式サイト内に移転されている。
ライツキューブ第1弾作品は2020年10月発売の原田龍二主演オリジナルビデオ『下町任侠伝 鷹』（監督：浅生マサヒロ）。
本宮泰風・山口祥行ダブル主演オリジナルビデオ『日本統一』シリーズの販売元は、オールイン エンタテインメントが1巻から務めていたが、2021年5月25日リリースの45巻からライツキューブに移行した。
白竜主演オリジナルビデオ『極道の紋章 レジェンド』の販売元は2023年6月現在もオールイン エンタテインメントである。
エグゼクティブプロデューサーを務めている鈴木祐介は、株式会社ライツキューブ常務取締役である（オールイン エンタテインメント時代は、コンテンツ事業本部長）。
2022年、令和アウトロー・レーベルを設立。『ナニワ金融道』『静かなるドン』を映画化公開。

## 製作
- スターコーポレーション21
- アドバンス
- ライツキューブ
- GOD MAKE
- えりオフィス
- 製作委員会方式

など

## 制作
- ソリッドフィーチャー
- アトリエ羅夢
- 石原映画工場
- グローバルプランニング
- G・カンパニー
- オフィス白竜

など

## 製作協力
- STAR PICK

## 制作協力
- ソリッドフィーチャー
- クイーンズカンパニー

## 令和アウトロー・レーベル
1. ナニワ金融道
2. 静かなるドン